# Radoslavci
Radoslavci este o localitate din comuna Ljutomer, Slovenia, cu o populație de 307 locuitori.